# NGC 863

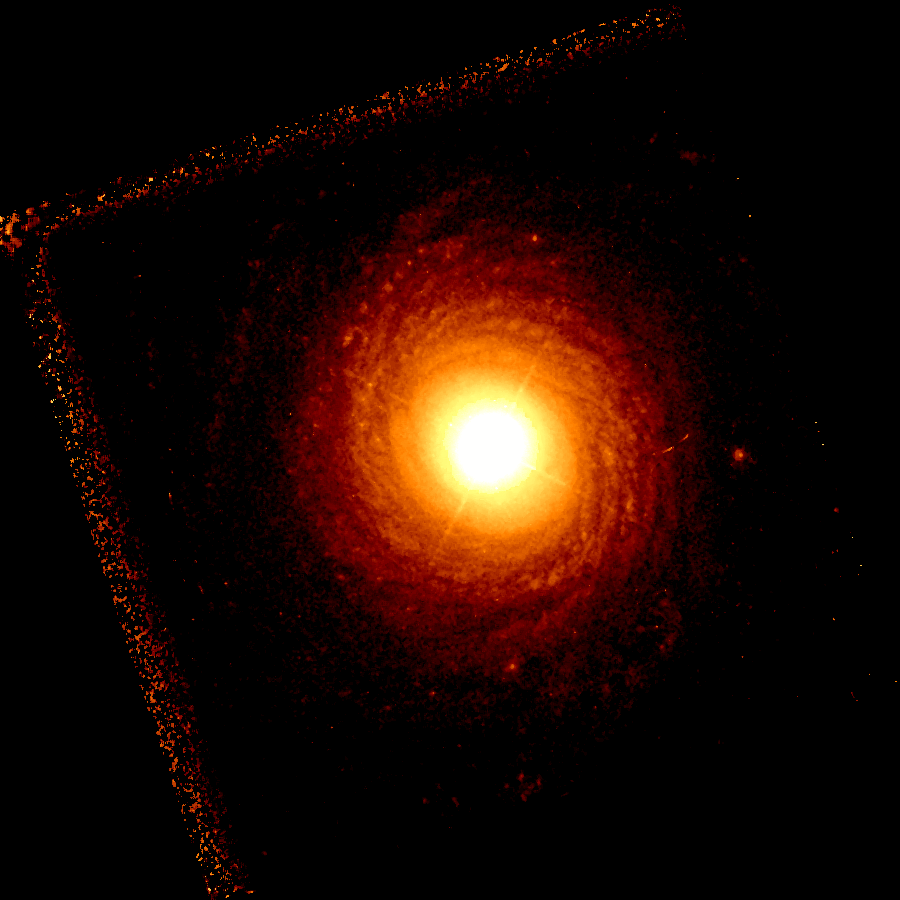
NGC 863 par le télescope spatial Hubble.

NGC 863 est une galaxie spirale située dans la constellation de la Baleine. NGC 863 a été découverte par l'astronome germano-britannique William Herschel en 1785. Cette galaxie a été observée à deux reprises par Lewis Swift à 28 jours d'intervalle les 3 et les 31 octobre 1886 et ajoutée au catalogue NGC sous les cotes NGC 866 et NGC 885.

## Caractéristiques
Sa vitesse par rapport au fond diffus cosmologique est de 7 653 ± 22 km/s, ce qui correspond à une distance de Hubble de 112,9 ± 8,0 Mpc (∼368 millions d'al).
À ce jour, deux mesures non basées sur le décalage vers le rouge (redshift) donnent une distance de 91,150 ± 5,728 Mpc (∼297 millions d'al), ce qui est à l'extérieur des valeurs de la distance de Hubble.
La classe de luminosité de NGC 863 est I et elle présente une large raie HI. De plus, NGC 863 est une galaxie active de type Seyfert 1 (Sy 1). NGC 863 est une galaxie dont le noyau brille dans le domaine de l'ultraviolet. Elle figure dans catalogue de Markarian sous la cote Mrk 590 ou encore MK 590.